# Палы
Палы — деревня в Угличском районе Ярославской области России. Входит в состав Слободского сельского поселения.

## География
Находится в юго-западной части области, в пределах северной части Восточно-Европейской равнины к западу от федеральной трассы Р-132 Золотое кольцо, на расстоянии приблизительно 20 км на север-северо-восток по прямой от железнодорожной станции Углич.

### Климат
Поселение находится в северо-западной подобласти атлантико-континентальной лесной климатической области умеренного пояса. Умеренно континентальный климат: прохладное лето и умеренно морозная зима. Средняя температура июля — 18,3 °C, января — 10,4 °C. Безморозный период около 170 дней.
За год выпадает в среднем 592 мм осадков, преимущественно в тёплое время года. Устойчивый снежный покров с ноября по март, средняя его высота на открытых местах — 35 см, в лесу — до 50 см, в многоснежные зимы — соответственно 70 и 100 см. Сплошной ледовый покров на водохранилище с ноября по март.
Преобладают ветры западного, юго-западного и северо-западного направлений.

## История
Деревня была отмечена ещё на карте 1798 года. В 1859 году здесь (деревня Угличского уезда Ярославской губернии) было учтено 7 дворов, в 1898 — 10, в 1941 — 8.

## Население
| 2007 | 2010 |
| ---- | ---- |
| 4    | ↘2   |

### Историческая численность населения
Численность населения: 36 человек (1859 год), 1 (русские 100 %) в 2002 году, 2 в 2010.